# Мерго
Мѐрго (на италиански: Mergo) е село и община в Централна Италия, провинция Анкона, регион Марке. Разположено е на 368 m надморска височина. Населението на общината е 1068 души (към 2010 г.).